# Карнацький сільський округ
Карна́цький сільський округ (каз. Қарнақ ауылдық округі, рос. Карнакский сельский округ) — адміністративна одиниця у складі Кентауської міської адміністрації Туркестанської області Казахстану. Адміністративний центр — село Карнак.
Населення — 15074 особи (2021; 14295 у 2009, 11438 у 1999, 9255 у 1989).
Станом на 1989 рік існувала Атабайська сільська рада (села Атабай, Бургем, Кушата, Шаштобе). 2010 року ліквідовано село Шаштобе шляхом приєднання до села Карнак.

## Склад
До складу округу входять такі населені пункти:
| Населений пункт | Колишні назви | Населення, осіб (1989) | Населення, осіб (1999) | Населення, осіб (2009) | Населення, осіб (2021) |
| --------------- | ------------- | ---------------------- | ---------------------- | ---------------------- | ---------------------- |
| Бургем, село    | -             | 797                    | 1260                   | 1356                   | 1025                   |
| Карнак, село    | Атабай        | 6688                   | 7305                   | 10246                  | 12860                  |
| --Шаштобе, село | -             | 1130                   | 1771                   | 1236                   | -                      |
| Кушата, село    | -             | 640                    | 1102                   | 1457                   | 1189                   |